# Kostanjica (Kotor, Crna Gora)
Kostanjica je naselje u Boki kotorskoj, u općini Kotor. 

## Stanovništvo

### Nacionalni sastav po popisu 2003.[1]
- Crnogorci - 49
- Srbi - 34
- Hrvati - 7
- Jugoslaveni - 3
- Talijani - 2
- Makedonci - 1
- nepoznato - 0